# Elly Nannenga-Bremekamp
Elly Nannenga-Bremekamp, geboren als Neeltje Elizabeth Bremekamp, (* 1916 in Surabaya, Indonesien; † 1996) war eine niederländische Botanikerin. Ihr Spezialgebiet waren die Myxogastria, ihr offizielles botanisches Autorenkürzel lautet „Nann.-Bremek.“.

## Leben
Beide Eltern waren Biologen, die Familie lebte zur Zeit von Ellys Geburt in Indonesien. Nach dem frühen Tod ihrer Mutter zog ihr Vater mit seiner Tochter wieder in die Niederlande, wo Bremekamp in Delft und Amsterdam die Grundschule besuchte, bevor ihr Vater eine Professur an der Universität Transvaal in Südafrika annahm. 1924 zog die Familie nach Pretoria, kurz darauf wieder nach Europa, wo Bremekamp in England zur Schule ging. Sie studierte Biologie in Utrecht und entdeckte dort als Interessengebiet die Taxonomie der Phanerogamen (Samenpflanzen). An der Universität Utrecht lernte sie auch ihren späteren Ehemann E.T. Nannenga kennen, mit dem sie vier Töchter hatte. Mit ihm zog Bremekamp nach Heelsum in Gelderland.
Der Schwerpunkt ihrer Arbeit waren wissenschaftliche Illustrationen von Muscheln, Schmetterlingen, Moosen und Pilzen. Nachdem sie im Zweiten Weltkrieg fast ihre gesamte Bibliothek und Sammlung mit ihrem Haus verloren hatte, war eines der wenigen Werke, das ihr noch blieb, die Monografie von Arthur und Guilielma Lister zu den Echten Schleimpilzen, den Myxogastria, und wandte sich dem Thema als neues Schwerpunktthema zu. Seit 1960 veröffentlichte sie ausführlich, insbesondere zur Myxomyzetenflora des Himalayas, Indiens und Japans, aber auch der Niederlande und erwarb sich international einen Ruf als Koryphäe. Sie führte ausführliche Sammlungen in Westeuropa wie in Afrika durch, zum Zeitpunkt ihres Todes umfasste ihr Herbarium über 17.000 Blätter, 11.500 mikroskopische Präparate sowie 6.500 Illustrationen. Die Sammlung wird heute vom Nationalen Botanischen Garten Belgiens verwahrt und digitalisiert.

## Nachweise
1. 1 2  plants.jstor.org: Nannenga-Bremekamp, Neeltje Elizabeth (Elly) (1916-1996) - JSTOR Plant Science, Zugriff am 12. April 2012

| Personendaten    | Personendaten                              |
| ---------------- | ------------------------------------------ |
| NAME             | Nannenga-Bremekamp, Elly                   |
| ALTERNATIVNAMEN  | Bremekamp, Neeltje Elizabeth (Geburtsname) |
| KURZBESCHREIBUNG | niederländische Mykologin                  |
| GEBURTSDATUM     | 1916                                       |
| GEBURTSORT       | Surabaya, Indonesien                       |
| STERBEDATUM      | 1996                                       |